# Suya Haering
Suya Haering (* 3. Juli 2005 in Reston, Virginia) ist eine neuseeländische Fußballspielerin. Die Abwehrspielerin ist seit Sommer 2025 Vertragsspielerin des FC Carl Zeiss Jena.

## Karriere

### Vereine
Haering spielte das erste Mal in Reston im US-Bundesstaat Virginia für den Reston FC Fußball. Im weiteren Verlauf nach Neuseeland gelangt, spielte sie von 2018 bis 2020 für den in North Shore City, im Stadtteil Forest Hill, ansässigen Forrest Hill Milford United AFC, danach zwei Jahre lang für den Northern Rovers FC, der aus der Fusion des vorgenannten Vereins und den Glenfield Rovers AFC Ende des Jahres 2020 hervorgegangen war. 2021 wurde ihr als „Most Improved Player“ (Spielerin mit der größten Entwicklung) eine Gedenktrophäe überreicht. Im Wettbewerb um den „Kate-Sheppard-Cup“ erreichte sie mit ihrer Mannschaft im letzten Jahr ihrer Zugehörigkeit das Finale, das jedoch mit 0:1 gegen ihren zukünftigen Verein am 11. September 2022 im North Harbour Stadium verloren wurde. In der Spielzeit 2023 gehörte sie dem Auckland United FC an, für den sie in der National Women’s League, der höchsten Spielklasse im neuseeländischen Frauenfußball, zu Punktspielen kam. Mit ihrer Mannschaft gewann sie das Grand Final mit 2:0 gegen die Frauenfußballmannschaft von Southern United und damit die Neuseeländische Meisterschaft.
Zur Rückrunde der Saison 2023/24 wurde Haering vom Bundesligisten 1. FFC Turbine Potsdam verpflichtet, Ihr Pflichtspieldebüt gab sie für die Zweitvertretung des Vereins am 17. März 2024 (14. Spieltag) beim 3:1-Sieg im Auswärtsspiel gegen den Spielklassenneuling SV Blau Weiss Berolina Mitte in der drittklassigen Regionalliga Nordost über 90 Minuten. Drei Spieltage später, am 14. April 2024, beim 3:3-Unentschieden im Auswärtsspiel gegen Hertha BSC erzielte sie mit dem Treffer zum 2:2 in der 35. Minute ihr erstes Tor. Ihre Premiere in der Bundesliga erfolgte am 18. Oktober 2024 (7. Spieltag) bei der 0:6-Niederlage im Auswärtsspiel gegen die TSG 1899 Hoffenheim mit Einwechslung in der 74. Minute für Noa Selimhodzic.
Zur Saison 2025/26 wechselte sie zum FC Carl Zeiss Jena.

### Nationalmannschaft
Haering nahm mit der U17-Nationalmannschaft an der Weltmeisterschaft 2022 in Indien teil und kam in allen drei Spielen der Gruppe B zum Einsatz. Am 20. August 2024 wurde sie von Cheftrainer Leon Birnie in den Kader der U20-Nationalmannschaft für die Weltmeisterschaft 2024 in Kolumbien berufen. Haering wurde in den ersten beiden Spielen der Gruppe E eingesetzt, die mit 0:7 gegen die U20-Nationalmannschaft Japans und mit 1:3 gegen die U20-Nationalmannschaft Österreichs verloren wurden.
Im Vorfeld der U20-Weltmeisterschaft wurde sie bereits in den Kader der U20-Nationalmannschaft für die am 11. und 14. Juli anstehenden zwei Vorbereitungsspiele gegen die U20-Nationalmannschaft Australiens berufen, jedoch in den beiden Vergleichen nicht eingesetzt.

## Erfolge
in Deutschland
- Meister 2. Bundesliga 2024 und Aufstieg in die Bundesliga (mit dem 1. FFC Turbine Potsdam; ohne Einsatz)

in Neuseeland
- OFC-Women’s-Champions-League-Sieger 2024 (mit dem Auckland United FC)
- Neuseeländischer Meister 2023 (mit dem Auckland United FC)
- Kate Sheppard Cup-Finalist 2022 (mit dem Northern Rovers FC)